# CFU-bajnokság
A CFU-bajnokság (angolul: CFU Championship) egy a CFU által kiírt nemzetközi labdarúgótorna volt, amit 1978 és 1988 között rendeztek meg a karibi-térség labdarúgó-válogatottjai számára. A sorozat Karibi kupa elődje.

## Kupadöntők
| CFU-bajnokság  | CFU-bajnokság      | CFU-bajnokság      | CFU-bajnokság                         | CFU-bajnokság  | CFU-bajnokság      | CFU-bajnokság |
| -------------- | ------------------ | ------------------ | ------------------------------------- | -------------- | ------------------ | ------------- |
| Év             | Rendező            |                    | Végeredmény                           | Végeredmény    | Végeredmény        | Végeredmény   |
| Év             | Rendező            | Győztes            | 2. helyezett                          | 3. helyezett   | 4. helyezett       |               |
| 1978 Részletek | Trinidad és Tobago | Suriname           | Trinidad és Tobago                    | Haiti          | Antigua és Barbuda |               |
| 1979 Részletek | Suriname           | Haiti              | Saint Vincent és a Grenadine-szigetek | Suriname       | Trinidad és Tobago |               |
| 1981 Részletek | Puerto Rico        | Trinidad és Tobago | Saint Vincent és a Grenadine-szigetek | Guadeloupe     | Puerto Rico        |               |
| 1983 Részletek | Francia Guyana     | Martinique         | Trinidad és Tobago                    | Francia Guyana | Antigua és Barbuda |               |
| 1985 Részletek | Barbados           | Martinique         | Barbados                              | Suriname       | Guadeloupe         |               |
| 1988 Részletek | Martinique         | Trinidad és Tobago | Antigua és Barbuda                    | Martinique     | Guadeloupe         |               |

### Helyezések országonként
| Ország                                | Győzelmek száma | 2. hely | 3. hely |
| ------------------------------------- | --------------- | ------- | ------- |
| Martinique                            | 2               | 0       | 1       |
| Trinidad és Tobago                    | 2               | 2       | 1       |
| Suriname                              | 1               | 0       | 2       |
| Haiti                                 | 1               | 0       | 1       |
| Saint Vincent és a Grenadine-szigetek | 0               | 2       | 0       |
| Barbados                              | 0               | 1       | 0       |
| Antigua és Barbuda                    | 0               | 1       | 0       |
| Francia Guyana                        | 0               | 0       | 1       |
| Guadeloupe                            | 0               | 0       | 1       |